# Basketball-Bundesliga 1973/74
Die Saison 1973/74 ist die achte Spielzeit der Basketball-Bundesliga. Die höchste Spielklasse im deutschen Vereinsbasketball der Herren, bis 1990 beschränkt auf das Gebiet Westdeutschlands ohne die DDR, wurde in zwei regionalen Gruppen Nord und Süd mit je acht Mannschaften ausgetragen.

## Modus
In zwei Regionalgruppen Nord und Süd ermittelten je acht Mannschaften im Rundenturnier-Modus die acht Teilnehmer der Zwischenrunde, für die die vier jeweils zuerst Platzierten der beiden Gruppen qualifiziert waren. Die beiden je zuletzt platzierten Vereine der beiden Gruppen stiegen aus der Basketball-Bundesliga ab. Unentschiedene Spielergebnisse nach Ablauf der regulären Spielzeit in einem Spiel gingen in die Wertung ein und es gab keine Verlängerung der Spielzeit zur Ermittlung eines Siegers.
In der Zwischenrunde spielten erneut im Rundenturnier-Modus entsprechend der Platzierungen der Hauptrunde je zwei Mannschaften einer Regionalgruppe in einer Zwischenrunden-Gruppe. Dabei trafen die „ungeradig“ platzierten Mannschaften auf die „geradig“ platzierten Mannschaften der anderen Regionalgruppe. Die beiden zuerst platzierten Mannschaften einer Zwischenrunde bildeten die vier Halbfinalteilnehmer. Dort wurde im K.-o.-System in Addition von Hin- und Rückspiel zunächst die Finalteilnehmer und dann der Deutsche Meister ermittelt. Stand es nach Addition von Hin- und Rückspiel unentschieden, gab es nun eine Verlängerung der Spielzeit um je fünf Netto-Minuten, bis am Ende einer Verlängerung ein Sieger feststand.

## Saisonnotizen
Absteiger aus der Basketball-Bundesliga zu dieser Spielzeit waren im Süden der SV Möhringen und der TSV Nördlingen. Aufsteiger waren die BG Böwe Augsburg und der ADB Koblenz im Süden.
In den Hauptrunden der Regionalgruppen waren am Ende erneut der SSV Hagen und der MTV 1846 Gießen die Gruppenersten. In der Zwischenrunde waren am Ende neben dem SSV Hagen in der anderen Gruppe der TuS 04 Leverkusen vorne, die jedoch ihr Halbfinale gegen Titelverteidiger USC Heidelberg verloren, während Hagen die Oberhand über Gießen behielt, die in der Zwischenrunde sich wegen des besseren direkten Vergleichs gegen den Hamburger TB durchgesetzt hatten.  In den Finalspielen konnte dann der SSV Hagen seinen ersten Meistertitel gegen den USC Heidelberg einfahren, die ihren Titel nicht verteidigen konnten. Im Pokalfinale standen sich die Verlierer der Halbfinalspiele um die Meisterschaft gegenüber, wobei der TuS 04 Leverkusen mit zwei Punkten Unterschied gegen Titelverteidiger MTV Gießen siegte.

## Endstände

### Hauptrunde
| # | Mannschaft        | Punkte | Körbe     |
| - | ----------------- | ------ | --------- |
| 1 | SSV Hagen         | 24:40  | 1218:9460 |
| 2 | TuS 04 Leverkusen | 24:40  | 1261:9680 |
| 3 | MTV Wolfenbüttel  | 22:60  | 1189:9990 |
| 4 | Hamburger TB      | 15:13  | 1158:1075 |
| 5 | VfL Osnabrück     | 09:19  | 1051:1234 |
| 6 | ASV Köln (N)      | 08:20  | 0964:1102 |
| 7 | SSC Göttingen (N) | 08:20  | 1001:1217 |
| 8 | Berliner SV 1892  | 02:26  | 0872:1173 |

| # | Mannschaft           | Punkte | Körbe     |
| - | -------------------- | ------ | --------- |
| 1 | MTV 1846 Gießen (P)  | 26:20  | 1287:8630 |
| 2 | USC Heidelberg (M)   | 22:60  | 1127:8930 |
| 3 | 1. FC 01 Bamberg     | 16:12  | 1109:1082 |
| 4 | USC München          | 16:12  | 1163:1057 |
| 5 | ADB Koblenz (N)      | 15:13  | 1092:1079 |
| 6 | USC Mainz            | 08:20  | 0974:1135 |
| 7 | BG Böwe Augsburg (N) | 05:23  | 0952:1271 |
| 8 | FC Bayern München    | 04:24  | 0921:1245 |

| (M) Meister der Vorsaison____           | (N) Neuling (Aufsteiger)____ | (P) Pokalsieger der Vorsaison |
| Fett Für Zwischenrunde qualifiziert____ |  Relegations-Plätze____      |                               |

### Relegationsrunde
| # | Mannschaft       | Punkte | Körbe     |
| - | ---------------- | ------ | --------- |
| 1 | SSC Göttingen    | 15:25  | 1470:1678 |
| 2 | VfL Osnabrück    | 15:25  | 1499:1680 |
| 3 | ASV Köln         | 14:26  | 1419:1517 |
| 4 | Berliner SV 1892 | 07:33  | 1309:1659 |

| # | Mannschaft        | Punkte | Körbe     |
| - | ----------------- | ------ | --------- |
| 1 | USC Mainz         | 20:20  | 1474:1579 |
| 2 | ADB Koblenz       | 19:21  | 1594:1574 |
| 3 | Böwe Augsburg     | 09:31  | 1441:1812 |
| 4 | FC Bayern München | 08:32  | 1437:1772 |

 Absteiger

### Zwischenrunde
| # | Mannschaft        | Punkte | Körbe   |
| - | ----------------- | ------ | ------- |
| 1 | TuS 04 Leverkusen | 10:20  | 531:434 |
| 2 | MTV 1846 Gießen   | 6:6    | 558:449 |
| 3 | Hamburger TB      | 6:6    | 476:490 |
| 4 | 1. FC 01 Bamberg  | 02:10  | 442:634 |

| # | Mannschaft       | Punkte | Körbe   |
| - | ---------------- | ------ | ------- |
| 1 | SSV Hagen        | 8:4    | 487:470 |
| 2 | USC Heidelberg   | 8:4    | 446:436 |
| 3 | MTV Wolfenbüttel | 6:6    | 472:466 |
| 4 | USC München      | 02:10  | 497:530 |

 Halbfinalteilnehmer

### Finalrunde
|  | Halbfinale | Halbfinale        | Halbfinale | Halbfinale | Halbfinale |  |  | Finale | Finale         | Finale | Finale | Finale |
|  |            |                   |            |            |            |  |  |        |                |        |        |        |
|  |            |                   |            |            |            |  |  |        |                |        |        |        |
|  | A 2        | MTV Gießen        | 80         | 59         | 139        |  |  |        |                |        |        |        |
|  | B 1        | SSV Hagen         | 66         | 74         | 140        |  |  |        |                |        |        |        |
|  |            |                   |            |            |            |  |  |        | SSV Hagen      | 67     | 70     | 137    |
|  |            |                   |            |            |            |  |  |        | USC Heidelberg | 54     | 64     | 118    |
|  | B 2        | USC Heidelberg    | 75         | 69         | 144        |  |  |        |                |        |        |        |
|  | A 1        | TuS 04 Leverkusen | 75         | 62         | 137        |  |  |        |                |        |        |        |
|  |            |                   |            |            |            |  |  |        |                |        |        |        |

## Meistermannschaft
| Spieler | Spieler            | Spieler              | Spieler    | Spieler | Spieler                | Spieler           |
| Nr.     | Nat.               | Name                 | Geburt     | Größe   | Info                   | Letzter Verein    |
| ------- | ------------------ | -------------------- | ---------- | ------- | ---------------------- | ----------------- |
|         | Deutschland        | Martin Busemann      |            | 188     |                        |                   |
|         | Deutschland        | Lothar Dahlbüdding   |            |         |                        |                   |
|         | Deutschland        | Armin Eickmann       |            | 178     | Kapitän der Mannschaft |                   |
|         | Deutschland        | Peter Krüsmann       |            | 181     | A-Nat                  |                   |
|         | /                  | Josef Martinek       |            | 204     | A-Nat CZ               |                   |
|         | Deutschland        | Günter Pollex        |            | 190     | A-Nat                  | TuS 04 Leverkusen |
|         | Deutschland        | Jochen Pollex        | 06.06.1947 | 186     | A-Nat                  | TuS 04 Leverkusen |
|         | Deutschland        | Dieter Schaumann     |            | 205     | A-Nat                  |                   |
|         | Deutschland        | Heinz-Werner Schmunz |            | 199     |                        |                   |
|         | Vereinigte Staaten | Jimmy Wilkins        | 27.08.1947 | 185     |                        |                   |

| Trainer     | Trainer    | Trainer  |
| Nat.        | Name       | Position |
| ----------- | ---------- | -------- |
| Deutschland | Jörg Trapp |          |

| Legende                | Legende            |
| Abk.                   | Bedeutung          |
| ---------------------- | ------------------ |
| A-Nat                  | Nationalspieler    |
| Kapitän der Mannschaft | Mannschaftskapitän |

| Legende                | Legende            |
| Abk.                   | Bedeutung          |
| ---------------------- | ------------------ |
| A-Nat                  | Nationalspieler    |
| Kapitän der Mannschaft | Mannschaftskapitän |